# Autobahnkreuz Wuppertal-Nord
Das Autobahnkreuz Wuppertal-Nord (Abkürzung: AK Wuppertal-Nord; Kurzform: Kreuz Wuppertal-Nord) ist ein Autobahnkreuz in Nordrhein-Westfalen in der Metropolregion Rhein-Ruhr. Es verbindet die Bundesautobahn 1 (Heiligenhafen – Köln – Saarbrücken; E 37) mit der Bundesautobahn 43 (Münster – Wuppertal) und der Bundesautobahn 46 (Heinsberg – Olsberg), sowie mit der Bundesstraße 326. Als eines der wenigen in Deutschland weist das Kreuz eine sehr ungewöhnliche Bauform auf. Insbesondere weisen alle Verknüpfungen der A 1-Nord mit den beiden anderen Autobahnen sowie diejenige von der A 1-Süd zur A 46 keine Höhenfreiheit auf.

## Geografie
Das Autobahnkreuz liegt auf dem Gebiet der Stadt Sprockhövel im Ennepe-Ruhr-Kreis, unmittelbar an der Stadtgrenze zu Wuppertal und Schwelm. Nächstgelegene Ortsteile sind Nächstebreck, Linderhausen, Gangelshausen, Hobeuken und Stefansbecke. Es befindet sich etwa 12 km nordöstlich von Wuppertal, etwa 50 km nordöstlich von Köln und etwa 25 km südwestlich von Dortmund.
Das Autobahnkreuz Wuppertal-Nord trägt auf der A 1 die Anschlussstellennummer 92, auf der A 43 die Nummer 23 und auf der A 46 die Nummer 38.

## Geschichte
Das Autobahnkreuz wurde in den 1960er Jahren erbaut. Zunächst erfolgte der Bau einer Anschlussstelle der Bundesstraße 326 an die damalige A 11 und heutige A 1. Ende der 1960er Jahre wurde westlich an der Bundesstraße ein Autobahnkreuz errichtet, das die neue A 77 (heutige A 43) anschloss und mit der A 11 verband. Die B 326 wurde bis Anfang der 1970er Jahre ausgebaut und 1972 zur A 201, der heutigen A 46 aufgestuft. Beim Bau des Autobahnkreuzes, das teilweise in „Kleeblatt-Form“ errichtet wurde, wurden keine Verbindungsrampen zwischen der A 11 und der A 201/B 326 gebaut, so dass einige Verbindungen nicht über das Kreuz möglich sind.
Östlich des zentralen Brückenbauwerks der A 46 über die A 43 ist die A 46 unterbrochen und führt als lediglich ca. 650 m langes Endstück der B 326 bis zur L 551 (Schwelmer Straße) zwischen Sprockhövel und Schwelm. Die ursprüngliche Planung sah vor, die A 46 in teilweise nur wenigen hundert Metern Abstand parallel zur A 1 bis nach Hagen weiterzuführen. Dadurch wäre das Autobahnkreuz Wuppertal-Nord zu einem Autobahn-Fünfeck geworden.

## Besonderheiten

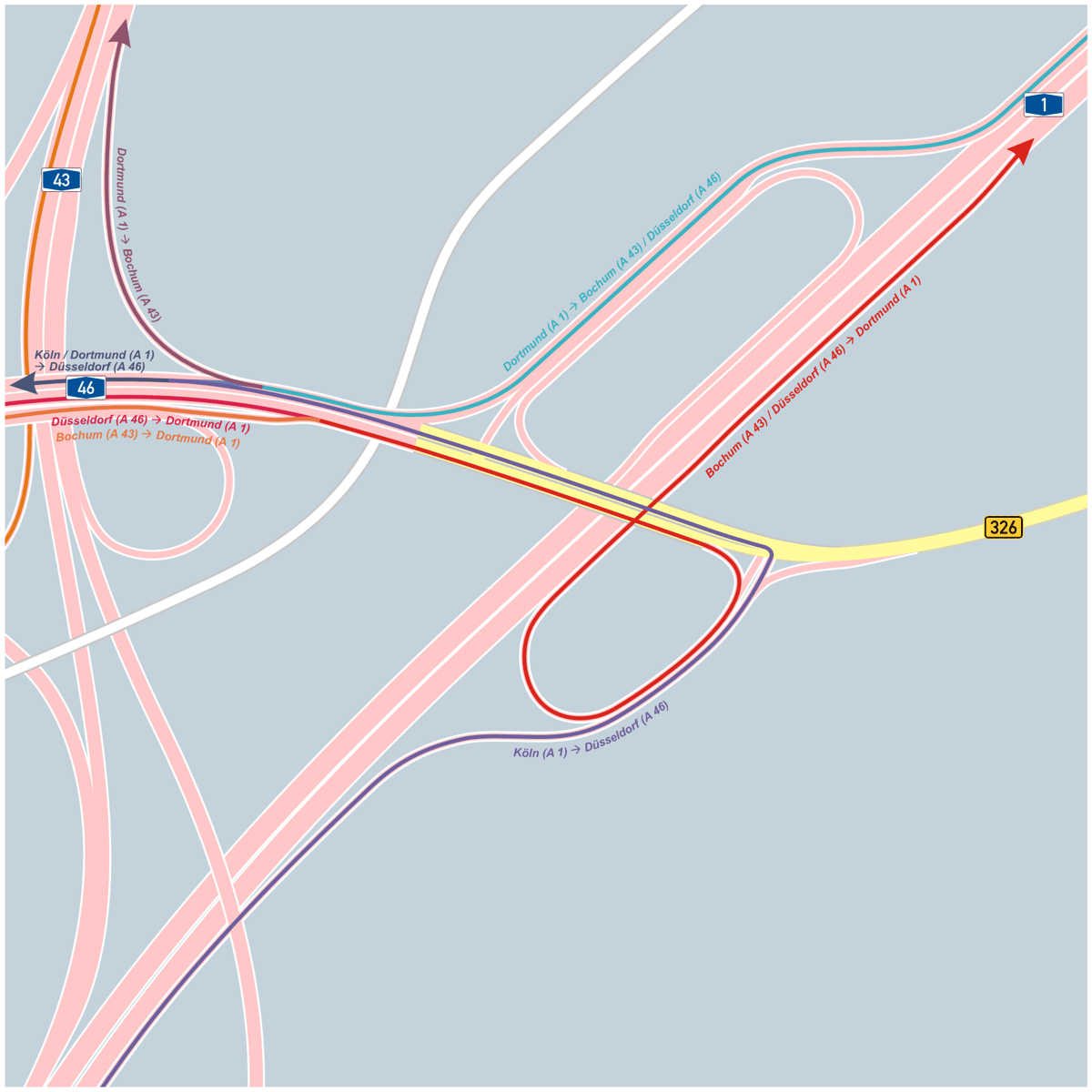
Nicht höhenfreie Verbindungen

Bis heute ist das Autobahnkreuz nicht höhenfrei ausgebaut, so dass einige Relationen im Kreuz über die durch Lichtzeichenanlagen geregelte B 326 führen. Die davon betroffenen Verbindungen sind:
- A 1 aus Richtung Köln – A 46 in Richtung Düsseldorf
- A 1 aus Richtung Dortmund – A 46 in Richtung Düsseldorf
- A 1 aus Richtung Dortmund – A 43 in Richtung Bochum
- A 43 aus Richtung Bochum – A 1 in Richtung Dortmund
- A 46 aus Richtung Düsseldorf – A 1 in Richtung Dortmund

Hinzu kommt der Verkehr von und zur B 326/L 511, der die nicht höhenfreien Autobahnverbindungen ebenfalls kreuzt. Dies führt zu einer komplexen Verkehrsführung, die anhand der nebenstehenden Skizze deutlich wird.
Die Innerortsstraße Eichenhofer Weg kreuzt die Autobahnen im Bereich des Kreuzes gleich dreimal, wobei die A 46 einmal über- und einmal unterführt wird und die Verbindungsrampen zwischen der A 1 und der A 43 sowie von der A 46 zur A 1 von einer 143 m langen Brücke überspannt werden.

## Ausbauzustand
Die A 43 und die A 46 sind bis zum Autobahnkreuz vierstreifig ausgebaut, die A 1 durchgehend sechsstreifig. Im Bereich des Kreuzes ist die B 326 ebenfalls vierstreifig angelegt. Zwischen allen Relationen existieren Verbindungen, wovon fünf nicht höhenfrei ausgebaut sind und durch Ampelanlagen geregelt werden. Die Verbindungsrampen zwischen der A 1 und A 43, von der A 43 zur A 46 sowie von der A 46 zur A 1 in Richtung Köln sind zweistreifig, ebenso die nicht planfreie Verbindung von der A 1 aus Richtung Dortmund zur A 46. Die sonstigen Verbindungen sind einstreifig.
Neben der Funktion als Autobahnkreuz dient das Kreuz Wuppertal-Nord auch als Anschlussstelle an der B 326/L 511. Von dort aus besteht Verbindung in und aus allen Richtungen der betroffenen Autobahnen.

## Verkehr
Der A 46 kommt eine bedeutende Rolle im Stadtverkehr von Wuppertal zu und dient als Entlastungsstrecke für die im Tal durch die Stadt verlaufende B 7. Außerdem wird die A 46 als südliche Umfahrung der Ost-West-Verbindungen durch das Ruhrgebiet genutzt. Dadurch stellt es eine wichtige Verbindung in das östliche Ruhrgebiet sowie nach Nord- und Ostdeutschland dar. Die hier endende A 43 dient als Ausweichstrecke für die A 1, so dass das Kreuz auch im Nord-Süd-Verkehr eine wichtige Bedeutung hat.

## Verkehrsaufkommen
Das Kreuz wird täglich von rund 162.000 Fahrzeugen befahren.
| Von                            | Nach                          | Durchschnittliche tägliche Verkehrsstärke | Durchschnittliche tägliche Verkehrsstärke | Durchschnittliche tägliche Verkehrsstärke | Anteil Schwerlastverkehr | Anteil Schwerlastverkehr | Anteil Schwerlastverkehr |
| Von                            | Nach                          | 2005                                      | 2010                                      | 2015                                      | 2005                     | 2010                     | 2015                     |
| ------------------------------ | ----------------------------- | ----------------------------------------- | ----------------------------------------- | ----------------------------------------- | ------------------------ | ------------------------ | ------------------------ |
| AS Gevelsberg (A 1)            | AK Wuppertal-Nord (A 1/B 326) | 87.700                                    | 69.700                                    | 95.100                                    | 14,9 %                   | 17,7 %                   | 14,2 %                   |
| AK Wuppertal-Nord (A 1/B 326)  | AK Wuppertal-Nord (A 1/A 43)  | 51.500                                    | keine Daten                               | 68.900                                    | 15,2 %                   | keine Daten              | 14,5 %                   |
| AK Wuppertal-Nord (A 1/A 43)   | AS Wuppertal-Langerfeld (A 1) | 76.800                                    | 63.800                                    | 94.500                                    | 14,9 %                   | 16,5 %                   | 11,8 %                   |
| AS Sprockhövel (A 43)          | AK Wuppertal-Nord (A 43/A 46) | 48.200                                    | 47.600                                    | 50.000                                    | 09,0 %                   | 09,5 %                   | 08,5 %                   |
| AK Wuppertal-Nord (A 43/A 46)  | AK Wuppertal-Nord (A 1/A 43)  | keine Daten                               | keine Daten                               | keine Daten                               | keine Daten              | keine Daten              | keine Daten              |
| AS Wuppertal-Oberbarmen (A 46) | AK Wuppertal-Nord (A 43/A 46) | 67.900                                    | 57.400                                    | 68.800                                    | 13,0 %                   | 11,6 %                   | 13,2 %                   |
| AK Wuppertal-Nord (A 43/A 46)  | AK Wuppertal-Nord (A 1/B 326) | 41.800                                    | keine Daten                               | 56.000                                    | 12,4 %                   | keine Daten              | 13,4 %                   |
| AK Wuppertal-Nord (A 1/B 326)  | Schwelmer Str. (B 326)        | 15.600                                    | 12.200                                    | 15.200                                    | 05,1 %                   | 09,3 %                   | 09,3 %                   |

## Planungen
Der Ausbau des Kreuzes wird seit 2007 konkret geplant, im Bundesverkehrswegeplan 2030 ist das Projekt als „vordringlicher Bedarf mit Engpassbeseitigung“ eingestuft. Das Autobahnkreuz soll in Zukunft planfrei ausgebaut sein, damit die mit Lichtzeichenanlagen geregelte Anbindung A 1/A 46/B 326 wegfallen kann. Die 3,3 km lange Maßnahme umfasst auch eine neue Anschlussstelle zur L 551 und die Instandsetzung bzw. den Neubau von neun Brücken. Die Kosten wurden in der Vorplanung auf etwa 16 Mio. Euro geschätzt und 2010 mit 21,6 Mio. angegeben. 2009 sollte der Entwurf, zu dem bereits eine Umweltverträglichkeitsstudie vorliegt, fertiggestellt sein. Danach sollten das eigentliche Planfeststellungsverfahren, die öffentliche Planauslegung und das Ausschreibungsverfahren folgen, so dass Mitte 2014 der Baubeginn hätte sein können. Die Bauzeit sollte voraussichtlich zweieinhalb Jahre betragen. 2017 wurde von Kosten von 40,3 Millionen Euro ausgegangen. Mitte 2019 plante der Landesbetrieb Straßenbau NRW mit dem Beginn der Planfeststellung Ende 2020, dem Baubeginn 2025 oder 2026 und Kosten von 74,6 Mio. Euro. Die Autobahn plante in ihrem Finanzierungs- und Realisierungsprogramm 2020 den Ausbaubeginn bis 2025, mit einem Gesamtmittelbedarf von 110 Mio. Euro.
Anfang 2023 starteten lokale Umweltverbände und die Ortsgruppen der Grünen in Schwelm und Sprockhövel eine Petition gegen den Ausbau. Das Kreuz Wuppertal-Nord ist in den 144 Autobahnprojekten enthalten, die nach dem Entschluss des Koalitionsausschusses der Bundesregierung im März 2023 beschleunigt geplant werden sollen.